# Cyprien Eugène Boulet

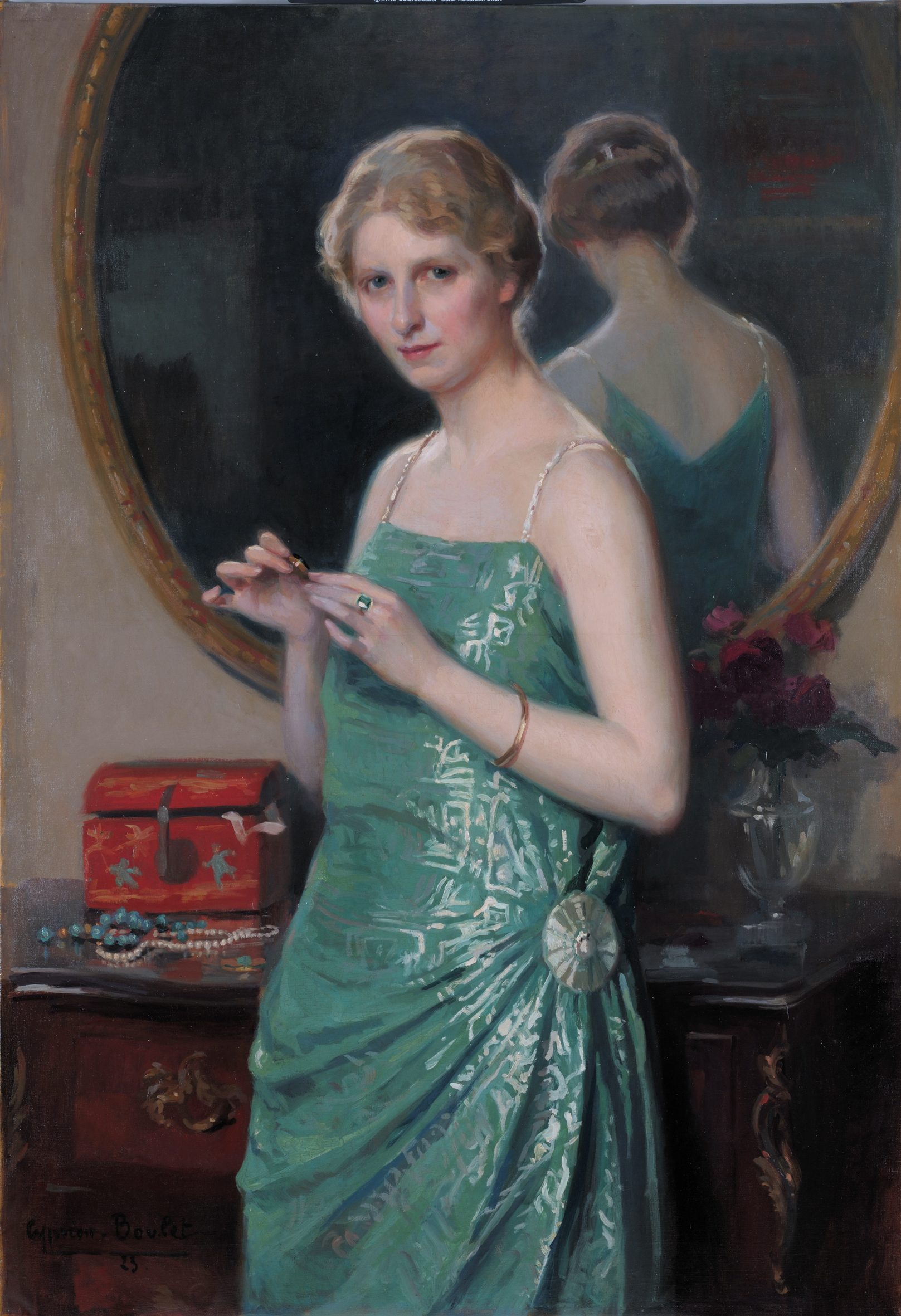
Señora Jean Trentesaux (1923)

Cyprien Eugène Boulet, nacido el 21 de diciembre de 1877 en Toulouse, Francia y fallecido en Toulon en 1927. Alumno de Jean-Paul Laurens, Cormon y Rafael Collin. Expuso en París, en el Salón de los Artistas Franceses a partir de 1900. Obtuvo la medalla de oro en 1914, caballero de la Legión de Honor en 1926. Trabajó en Argentina, Estados Unidos, México antes de fijar su domicilio en Six-Fours-les-Plages. Sus obras se reparten en varios museos como el de Buenos Aires (La Robe), Niza (Femme à l\'Éventail), París, Petit-Palais (L\'Enfance), Rouen (Portrait) y Toulouse.